# مايكل وولف
مايكل وولف (بالإنجليزية: Michael Wolfe)‏، مؤلف ومخرج أمريكي، ولد في 3 نيسان (إبريل) 1954. ألف كتابي «الحج: رحلة أمريكي إلى مكة» و «ألف طريق إلى مكة». ولد لأب يهودي وأم مسيحية. اشتهر بفيلمه الوثائقي «أمريكي في مكة» والذي أذيع على قناة أيه بي سي الإخبارية الأمريكية عام 1997.
أثار الفيلم الوثائقي الأمريكي الذي يحكي قصة النبي محمد اهتماماً كبيراً في الأوساط الأمريكية منذ العرض الأول، حيث تعتبر المرة الأولى التي تقدم فيها قناة رسمية واسعة الانتشار على مستوى الولايات المتحدة وهي قناة PBS فيلماً يتحدث عن سيرة حياة محمد بشكل تفصيلي يستغرق ساعتين. أعد الفيلم مايكل وولف وأليكساندر كرونيمير، واستغرق الإعداد 3 سنوات وكان قد تم الانتهاء تقريباً من تصويره قبل أحداث 11/ سبتمبر.
لم يعتمد الفيلم الوثائقي في طرحه على ممثلين باستثناء الراوي الذي يربط بين الأحداث حيث كان الاعتماد على إجراء لقاءات مع بعض المختصين في التاريخ والدين الإسلامي من المسلمين وغير المسلمين ومنهم الداعية الإسلامي الأمريكي حمزة هانسون.